# Värmlands län
Koordinaten: 59° 47′ N, 13° 7′ O

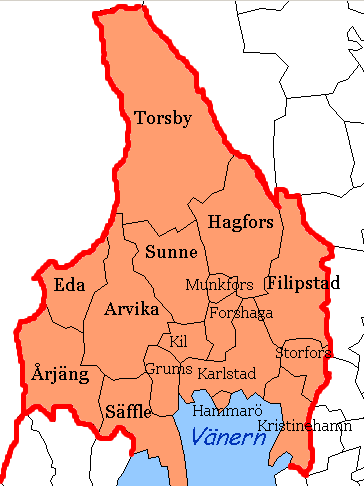
Gemeinden in Värmlands län

Värmlands län ist eine Provinz (län) in Schweden.

## Geographie
Das Territorium von Värmlands län macht ca. 4,9 % der Fläche des schwedischen Staatsgebietes aus.

## Bevölkerung
Der Anteil an der Gesamtbevölkerung Schwedens beträgt 3,1 %.

## Gemeinden und Orte

### Gemeinden
Värmlands län besteht aus folgenden 16 Gemeinden (schwedisch: kommuner):
| Gemeinde     | Einwohner |
| ------------ | --------- |
| Årjäng       | 9.825     |
| Arvika       | 25.547    |
| Eda          | 08.412    |
| Filipstad    | 9.776     |
| Forshaga     | 11.520    |
| Grums        | 09.004    |
| Hagfors      | 11.418    |
| Hammarö      | 16.992    |
| Karlstad     | 98.084    |
| Kil          | 12.061    |
| Kristinehamn | 23.756    |
| Munkfors     | 03.625    |
| Säffle       | 14.899    |
| Storfors     | 03.788    |
| Sunne        | 13.356    |
| Torsby       | 11.321    |

(Stand: 31. Dezember 2024)

### Größte Orte
- Karlstad (61.685)
- Kristinehamn (17.839)
- Arvika (14.244)
- Skoghall (13.265)
- Säffle (8.991)
- Kil (7.842)
- Forshaga (6.229)
- Filipstad (6.022)
- Skåre (5.402)
- Hagfors (5.146)
- Grums (5.025)

(Einwohner Stand 31. Dezember 2010)